# Territoire du Sénégal
1946–1958
Entités précédentes :
- Colonie du Sénégal (Afrique-Occidentale française)

Entités suivantes :
- République du Sénégal (Communauté française)

Le Territoire du Sénégal est l'entité administrative couvrant l'actuel Sénégal établie par la Constitution de 1946 en tant que territoire d'outre-mer de la République française au sein de l'Union française. Il succède à la colonie du Sénégal et deviendra la République du Sénégal membre de la Communauté française en 1958.